# Ferdinand de Crécy
Ferdinand de Crécy est un homme politique français né le 6 juillet 1744 à Besançon (Doubs) et décédé le 30 novembre 1814 à Dole (Jura).

## Biographie
Cornette au régiment de Monsieur-Cavalerie en 1759, il est capitaine en 1762, lieutenant colonel en 1779 et chevalier de Saint-Louis en 1780. Il est député de la noblesse aux États généraux de 1789 pour la sénéchaussée de Ponthieu. Il est élu député de la Somme au Conseil des Anciens le 26 vendémiaire an IV, et déchu de son mandat après le coup d’État du 18 fructidor an V.

## Sources
- « Ferdinand de Crécy », dans Adolphe Robert et Gaston Cougny, Dictionnaire des parlementaires français, Edgar Bourloton, 1889-1891 [détail de l’édition]